# ウィリアム・ユネック
ウィリアム・ユネック（William Unek, 1929年ごろ - 1957年2月21日）は、旧ベルギー領コンゴ出身の警察官、大量殺人犯、シリアルキラー。大量殺人事件を3年の間隔を経て2度起こし、合計57名を殺害した。

## 連続殺人
ユネックはベルギー領コンゴの警察官あるいは憲兵だった。最初の殺人はマハギ（Mahagi, 現コンゴ民主共和国イトゥリ州内）の街の近くで1954年1月1日に行われ、一時間半に満たない間に斧で21人を殺害し、その他大勢を負傷させた。ユネックはその後イギリス領タンガニーカ（現タンザニア）に逃げ込んで、そこで正体を偽りながら警察官の仕事を得て、新しい暮らしを始めた。
3年後、おそらく上司との確執をきっかけとして、ユネックの二度目の殺人が1957年2月11日の早朝に始まった。彼は盗んだ警察仕様のリー・エンフィールド・ライフルに弾薬50発、それと斧で武装して、ムワンザから南東に65kmほど離れたマランパカ (Malampaka, 現タンザニア連合共和国シミユ州内) の村で人々を殺し始めた。ユネックは数件の家に侵入し、中で目についた人間すべてに銃弾を浴びせた。
12時間のうちに、ユネックはライフルで男性10名、女性8名、子供8名を射殺。斧で男性5名を殺し、ナイフで男性1名を刺殺。閉じ込めてからの放火で女性2名と子供1名を焼殺し、15歳の少女を絞殺した。二度目の大量殺人の犠牲者は36名になった。
ユネックは着ていた警察の制服から、犠牲者から盗んだ服に着替えると逃亡した。死者の中にはユネック自身の妻もいた（焼殺）。

## 捜索と死
スクマ族、警察、のちにはキングス・アフリカ・ライフル隊を動員した、9日間におよぶ当時のタンガニーカにおける最大の追跡捜査が行われた。警察犬や航空機を使って広範囲を探索し、当時のUSドルで350ドル相当の賞金をかけたが、ユネックは追手をかわしていった。
だがやがて、マランパカからわずか3キロほどにあるイユンブ・ベン・イクンブ (Iyumbu ben Ikumbu) の家に、食料をもとめて出没した。その後イユンブが警察に知らせると、もしまたユネックが現れたら、家にとどめておいて通報するように要請された。
そして翌日の午前1時、武装したままのユネックが再びやってきた。イユンブは妻に警察を呼びに行かせてから、ユネックに食料を与えて、助けが来るまでの2時間を対話して費やした。警察が駆けつけると、イユンブは脱出した。そして警官の一人（警視）が家に発煙筒を投げ入れてから、火を放った。ユネックは逃げようとしたが大火傷を負い、運ばれた病院で死亡した。

## その後
イユンブにはその勇気を讃えて125ポンドの賞金と英帝国メダルが与えられた。
遺族を支援するための基金がタンガニーカ政府により設立され、犠牲者たちを追悼して産婦人科医院が建てられた。
20世紀の中でも、とりわけ多くの犠牲者を出した連続殺人事件だった。